# 1234
- Wikisource

| Calendário gregoriano                                                        | 1234 MCCXXXIV                                         |
| Ab urbe condita                                                              | 1987                                                  |
| Calendário arménio                                                           | 683 – 684                                             |
| Calendário bahá'í                                                            | -610 – -609                                           |
| Calendário budista                                                           | 1778                                                  |
| Calendário chinês                                                            | 3930 – 3931 Início a 1 de fevereiro (aproximadamente) |
| Calendário copta                                                             | 950 – 951                                             |
| Calendário etíope                                                            | 1226 – 1227                                           |
| Calendários hindus - Vikram Samvat - Calendário nacional indiano - Cáli Iuga | 1289 – 1290 1155 – 1156 4334 – 4335                   |
| Calendário Holoceno                                                          | 11234                                                 |
| Calendário islâmico                                                          | 631 – 632                                             |
| Calendário judaico                                                           | 4994 – 4995                                           |
| Calendário persa                                                             | 612 – 613                                             |
| Calendário rúnico                                                            | 1484                                                  |
| Calendário solar tailandês                                                   | 1777                                                  |

1234 (MCCXXXIV na numeração romana) foi um ano comum do século XIII do Calendário Juliano, da Era de Cristo, a sua letra dominical foi A (52 semanas), teve início a um domingo e terminou também a um domingo.
| Ano completo                    |
| ------------------------------- |
| Ano comum com início ao domingo |

## Eventos
- Canonização de Domingos de Gusmão.
- Fundação da cidade de Stralsund na Alemanha.
- Conquista de Aljustrel.
- Kaifeng é conquistada pelos mongóis; destruição final do Império Jin.

## Nascimentos
- Abaca Khan (m. 1282).
- Manuel de Castela foi um infante de Castela e senhor de Villena, de Escalona e de Penafiel, m. em 1283.
- Nijō Michinaga (m. 1259)

## Mortes
- 3 de Março - Roberto III de Dreux, conde de Dreux, Dreux, França nasceu em 1185.
- 18 de Junho - Chukyo, 85º imperador do Japão.
- 31 de Agosto - Go-Horikawa, 86º imperador do Japão.
- Príncipe Filipe de França, filho do rei Filipe Augusto e primeiro marido de Matilde II de Bolonha, rainha de Portugal.
- 20 de Julho - João Rodrigues Portocarreiro n. 1175, nobre e Cavaleiro medieval português, Rico-homem e Senhor do Paço de Pombal e Portocarreiro.